# Huit féminin aux Jeux olympiques d'été de 2012
Navigation
Pékin 2008 Rio de Janeiro 2016
L'épreuve féminine du huit des Jeux olympiques d'été 2012 de Londres se déroule sur le Dorney Lake du 29 juillet au 2 août 2012.

## Horaires
Les temps sont donnés en Western European Summer Time (UTC+1)
| Date                     | Temps           | Série          |
| ------------------------ | --------------- | -------------- |
| Dimanche 29 juillet 2012 | 11 h 30-11 h 50 | Qualifications |
| Mardi 31 juillet 2012    | 10 h 30-10 h 40 | Repêchages     |
| Jeudi 2 août 2012        | 12 h 30-12 h40  | Finale         |

## Médaillés
| Or | Argent | Bronze |
| États-Unis Erin Cafaro Susan Francia Esther Lofgren Taylor Ritzel Meghan Musnicki Eleanor Logan Caroline Lind Caryn Davies Mary Whipple | Canada Janine Hanson Rachelle Viinberg Krista Guloien Lauren Wilkinson Natalie Mastracci Ashley Brzozowicz Darcy Marquardt Andreanne Morin Lesley Thompson-Willie | Pays-Bas Jacobine Veenhoven Nienke Kingma Chantal Achterberg Sytske de Groot Roline Repelaer van Driel Claudia Belderbos Carline Bouw Annemiek de Haan Anne Schellekens |

## Résultats

### Qualifications

#### Qualifications 1
| Rang | Pays            | Temps         | Notes     |
| ---- | --------------- | ------------- | --------- |
| 1    | États-Unis      | 6 min 14 s 68 | Finale A  |
| 2    | Australie       | 6 min 20 s 89 | Repêchage |
| 3    | Grande-Bretagne | 6 min 23 s 51 | Repêchage |
| 4    | Allemagne       | 6 min 34 s 32 | Repêchage |

#### Qualifications 2
| Rang | Pays     | Temps         | Notes     |
| ---- | -------- | ------------- | --------- |
| 1    | Canada   | 6 min 13 s 91 | Finale A  |
| 2    | Roumanie | 6 min 16 s 61 | Repêchage |
| 3    | Pays-Bas | 6 min 18 s 98 | Repêchage |

### Repêchages
| Rang | Pays            | Temps         | Notes    |
| ---- | --------------- | ------------- | -------- |
| 1    | Pays-Bas        | 6 min 15 s 36 | Finale A |
| 2    | Roumanie        | 6 min 16 s 16 | Finale A |
| 3    | Australie       | 6 min 18 s 63 | Finale A |
| 4    | Grande-Bretagne | 6 min 21 s 58 | Finale A |
| 5    | Allemagne       | 6 min 27 s 69 |          |

### Finale
| Rang                                | Pays            | Temps         | Notes |
| ----------------------------------- | --------------- | ------------- | ----- |
| Médaille d'or, Jeux olympiques      | États-Unis      | 6 min 10 s 59 |       |
| Médaille d'argent, Jeux olympiques  | Canada          | 6 min 12 s 06 |       |
| Médaille de bronze, Jeux olympiques | Pays-Bas        | 6 min 13 s 12 |       |
| 4                                   | Roumanie        | 6 min 17 s 64 |       |
| 5                                   | Grande-Bretagne | 6 min 18 s 77 |       |
| 6                                   | Australie       | 6 min 18 s 86 |       |

## Sources
- Site officiel de Londres 2012
- (en) Site de la fédération internationale d'aviron
- (en) « Programme des compétitions »(Archive.org • Wikiwix • Archive.is • Google • Que faire ?)